# Trois nouvelles études
Les Trois nouvelles études pour piano sont une contribution de Frédéric Chopin au livre Méthode des méthodes de piano, de Ignaz Moscheles et François-Joseph Fétis, publié en 1840. Ces études sont peu virtuoses au regard des études op. 10 et op. 25, mais elles présentent des formules harmoniques originales et des structures propres à Chopin. On les décrit souvent à tort comme posthumes, en raison de l'absence de numéro d'opus.

## No1en fa mineur

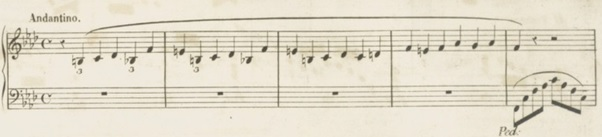
Incipit de la nouvelle étude no 1.

Cette étude fait travailler la polyrythmie : rythme binaire de la main gauche, ternaire de la droite.Polyphonie et indépendance des mains.

## No2en la bémol majeur
Cette étude serait le dernier morceau de musique entendu par Franz Liszt avant sa mort.
L'étude travaille polyphonie, sauts à la main gauche, ornements à la main droite.

## No3en ré bémol majeur
Cette étude est la plus technique des trois, bien que plus facile que la plupart de celles des opus 10 et 25.
Il travaille avec polyphonie, sauts à la main gauche, ornements à la main droite.